# Doutor Maurício Cardoso
Doutor Maurício Cardoso é um município brasileiro do noroeste estado do Rio Grande do Sul, situado às margens do rio Uruguai, na fronteira com a Argentina.

## Geografia
Localiza-se a uma latitude 27º30'21" sul e a uma longitude 54º21'39" oeste, estando a uma altitude de 282 metros.
Sua população estimada em 2016 era de 5 154 habitantes.
É um município que conta com as águas do rio Uruguai e que tem fronteira fluvial por 42 km de extensão com a Província de Misiones, na  República Argentina.